# الغواصة الألمانية يو-32 (أس182)
يو-32 (أس182) هي غواصة من الفئة 212 تابعة للبحرية الألمانية، وهي الثانية -يو-32- من فئتها التي تدخل الخدمة.
تم بناء يو-32 من قبل اتحاد الغواصات الألمانية في أحواض بناء السفن نورد سي ويرك في إمدن و-أتش دي دبليو في كيل. تم إطلاقها في 4 ديسمبر 2003، وتم تكليفها في حفل مشترك مع شقيقتها سفينة يو-31 في حضور وزير الدفاع الألماني، بيتر شتروك، في إكرنفورد في 19 أكتوبر 2005. زودت بمحرك ديزل ومحرك كهربائي باثنين من خلايا الوقود، مما يجعلها غير قابلة للكشف تقريبا. يو-32 كانت أول غواصة غير نووية تبقى مغمورة لمدة أسبوعين تحت الماء.
تحت ثيادة كورفيتنكابيتان مايكل برونهولت.
في مارس 2013، عبرت يو-32 المحيط الأطلسي للمشاركة في التدريبات على الساحل الشرقي للولايات المتحدة. خلال الرحلة ظلت الغواصة مغمورة لمدة 18 يومًا، وهي أطول غواصة ألمانية في ذلك الوقت. 

## قائمة المراجع
- Rössler, Eberhard (2004). Die neuen deutschen U-Boote (بالألمانية). Bonn: Bernard & Graefe Verlag. ISBN:3-7637-6258-2.
- "Uboot Klasse 212 A" (بالألمانية). German Navy. 15 Jul 2010. Archived from the original on 2016-05-15.